# Фуґу

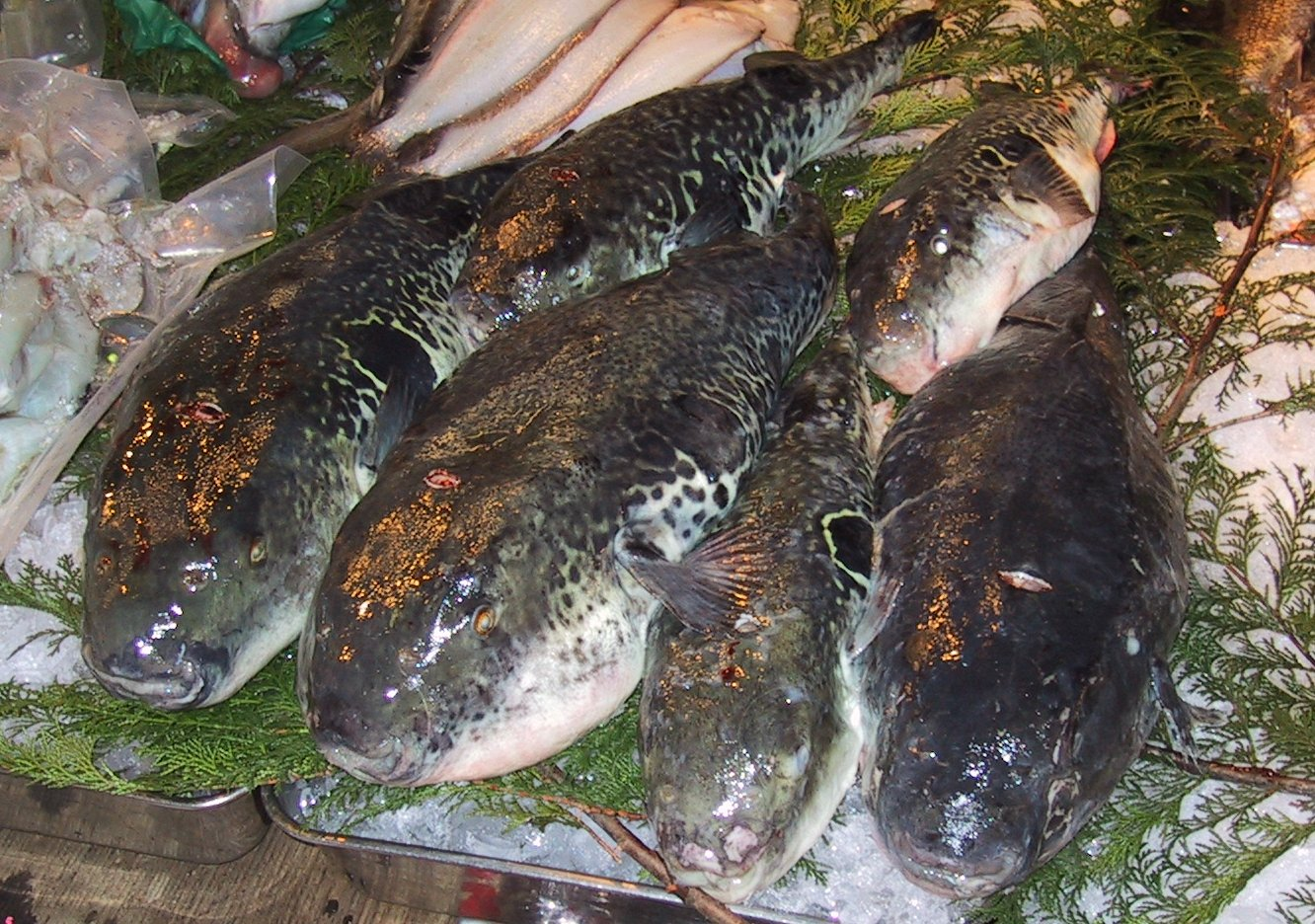
Риба виду Takifugu rubripes

Фуґу (яп. 【河豚】, ふぐ) — страва японської кухні з деяких видів отруйних риб родини скелезубових (Tetraodontidae), що містять отруту тетродотоксин. В Японії фуґу вважається делікатесом та має велику популярність.

## Приготування та вживання

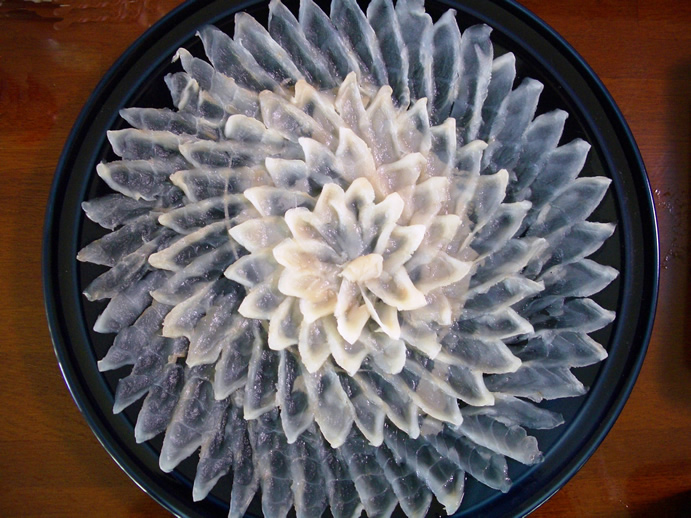
Сашимі з фуґу

Фуґу — традиційна страва японської кухні. Найчастіше для приготування фуґу використовується риба виду бурий скелезуб (Takifugu rubripes). В будь-якому випадку риба, з якої готується ця страва, містить смертельну дозу тетродотоксину, концентрація має бути зменшена до допустимої в процесі приготування. Фуґу вважається делікатесом, а вживають її для того, щоб «полоскотати собі нерви».
Неправильно приготована фуґу може бути небезпечна для життя людини. Тому для приготування фуґу в спеціальних ресторанах, починаючи з 1958 року, японським кухарям доводиться пройти спеціальне навчання та отримати ліцензію. У минулому в Японії існувала традиція, згідно з якою в разі отруєння рибою фуґу кухар, що приготував цю страву, повинен був її також з'їсти (або здійснити ритуальне самогубство).
Протягом довгого періоду в Японії заборонялося вживати фуґу в їжу і навіть існувала заборона на вилов. Аналогічні заборони діють зараз в деяких країнах Південно-Східної Азії, втім, вони не завжди ефективні. Так, незважаючи на заборону риби фуґу в Таїланді з 2002, її досі можна придбати на місцевих ринках.
У префектурі Ісікава виготовляють незвичайний делікатес – ікру отруйної риби фуґу, приготовану способом нукадзуке (тобто ферментовану з рисовими висівками). Спосіб обробки ікри було розроблено в період Едо (1603–1867). 100 кг рибних яєчників замочують у 30 кілограмах солі протягом року. Далі до них додають рисові висівки, зброджений пліснявою кодзі рис і рибний соус, і суміш настоюється в дерев'яних діжках ще два роки. Після ферментації і витримки отрута щезає. Хоча цей метод використовується вже досить тривалий час, процес детоксикації залишається загадкою.

## Токсичність
Риба фуґу містить смертельну дозу тетродотоксину у внутрішніх органах, переважно в печінці та ікрі, жовчному міхурі та шкірі. Печінку, яєчники та шкіру риби фуґу взагалі не можна вживати в їжу, інші частини тіла — після ретельної спеціальної обробки. Отрута, яка має здатність засвоюватися людиною (метаболізуватися), блокує натрієві канали мембран нервових клітин, паралізує м'язи та викликає зупинку дихання. Незважаючи на ліцензування роботи кухарів, які готують фуґу, щорічно деяка кількість людей гине від отруєння. Сьогодні не існує протиотрути, тому єдина можливість врятувати отруєну людину — підтримувати роботу дихальної та кровоносної систем до тих пір, поки не закінчиться дія отрути. Наприклад, з 2004 по 2007 роки 15 осіб загинуло, отруївшись рибою фуґу, та близько 115 осіб були госпіталізовані.
Останнім часом масово вирощується риба фуґу, що не містить отрути. Дослідження показали, що риба фуґу не здатна продукувати нейротоксин, а лише акумулює його в своєму організмі. Спочатку, тетродотоксин виробляється морськими бактеріями, які потім з'їдаються різноманітними живими організмами. Скелезубові отримують токсичність з їжею, спеціальні механізми за участю білків-переносників захоплюють тетродотоксин в печінці риби і з кровотоком транспортують його в шкіру та інші органи. Варто відзначити, що на відміну від прісноводних отруйних представників скелезубових, у яких максимальна концентрація нейротоксину спостерігається в шкірі, у фуґу тетродотоксин накопичується переважно в ікрі та печінці. При штучному розведенні можна уникнути накопичення отрути просто за рахунок зміни режиму годування. Втім, проти цього виступають комерційні структури (кухарі-аси не хочуть втрачати високооплачувану роботу), зберігачі традицій (яким не хотілося б, щоб риба втратила романтичного ореолу ризику) та навіть самі споживачі, які полюбляють відчуття небезпеки.